# Cissampelopsis ansteadii
Cissampelopsis ansteadii là một loài thực vật có hoa trong họ Cúc. Loài này được (Tadul. & Jacob) C.Jeffrey & Y.L.Chen mô tả khoa học đầu tiên năm 1984.